# Nothocasis octobris
Nothocasis octobris är en fjärilsart som beskrevs av Louis Beethoven Prout 1958. Nothocasis octobris ingår i släktet Nothocasis och familjen mätare. Inga underarter finns listade i Catalogue of Life.